# Classe ML
La classe ML fu un gruppo di 9 motolance costruite per la Regia Marina durante la seconda guerra mondiale nei Cantieri Navali Moncalvi di Pavia e O.M.S.A. di Pavia.

## Servizio
Nell'autunno del 1941 la Regia Marina ordinò la costruzione di 100 motolance in legno, da destinare al progetto di sbarco ed invasione di Malta, denominato Operazione C3.
Le prime, ed uniche, unità varate nella primavera 1942, furono le 9 costruite dai Cantieri Navali Moncalvi di Pavia ed O.M.S.A. di Pavia, siglate con l'identificativo da ML 654 a ML 662.
Ogni motolancia poteva trasportare, oltre i 9 uomini di equipaggio, 30 militari pronti per lo sbarco, alloggiati in una "vasca" centrale scoperta attrezzata con una rampa prodiera (passerella d'arrembaggio).
Varate nel Ticino, il loro trasferimento operativo avvenne sul Po, poi in Adriatico, per lo Stretto di Messina nel Tirreno, per arrivare, infine, al porto di Gaeta, dove rimasero fino alla fine dell'estate 1942 quando furono trasferite nel porto di Livorno.
Le 9 motolance furono assegnate al dipartimento Marittimo dell'Alto Tirreno e raggruppate nella 3ª Flottiglia, divisa in 2 Squadriglie (la I Squadriglia Pavia e la II Squadriglia Voghera), con un equipaggio proveniente dal pavese (dalla Fabbrica "Arona" di Voghera) e dall'Oltrepò, per espresso ordine del Capo di Stato Maggiore della Marina il Conte pavese Ammiraglio Arturo Riccardi ed ebbero come base Livorno.
Il 10 novembre 1942 fu dato l'ordine di occupare militarmente la Corsica ed il Reggimento "San Marco" fu lì trasferito con le 9 motolance della 3ª Flottiglia e con altre 137 altre unità navali. Lo sbarco avvenne a Bastia il pomeriggio dell'11 novembre 1942, il 12 novembre la 3ª Flottiglia era di nuovo in base a Livorno.
Da quella data della 3ª Flottiglia non si hanno più notizie documentate. Successivamente allo sbarco in Corsica, le ipotesi più plausibili sull'impiego operativo sono:
- attività di trasporto truppe e materiali, in convoglio con le Motozattere da 239 tonnellate, sulla cosiddetta "rotta della morte", cioè il tragitto obbligato fra campi minati tra l'Italia e la Tunisia;
- attività di trasporto truppe e materiali tra la Sardegna e la Corsica;
- attività di trasporto truppe e materiali in Provenza (fino all'8 settembre 1943).

Nessuna delle 9 motolance della 3ª Flottiglia rimase operativa alla fine della guerra.

Esistono solo 3 fotografie che le ritraggono e nessun disegno.

## Unità
| Regia Marina - Classe ML (Motolancia) | Regia Marina - Classe ML (Motolancia) | Regia Marina - Classe ML (Motolancia) | Regia Marina - Classe ML (Motolancia) | Regia Marina - Classe ML (Motolancia) | Regia Marina - Classe ML (Motolancia) |
| Nome                                  | Sigla italiana                        | Cantiere                              | Varo                                  | Destino finale                        |                                       |
| ------------------------------------- | ------------------------------------- | ------------------------------------- | ------------------------------------- | ------------------------------------- | ------------------------------------- |
|                                       | ML 654                                | Moncalvi di Pavia e O.M.S.A. di Pavia | primavera 1942                        | 1945 (?)                              |                                       |
|                                       | ML 655                                | Moncalvi di Pavia e O.M.S.A. di Pavia | primavera 1942                        | 1945 (?)                              |                                       |
|                                       | ML 656                                | Moncalvi di Pavia e O.M.S.A. di Pavia | primavera 1942                        | 1945 (?)                              |                                       |
|                                       | ML 657                                | Moncalvi di Pavia e O.M.S.A. di Pavia | primavera 1942                        | 1945 (?)                              |                                       |
|                                       | ML 658                                | Moncalvi di Pavia e O.M.S.A. di Pavia | primavera 1942                        | 1945 (?)                              |                                       |
|                                       | ML 659                                | Moncalvi di Pavia e O.M.S.A. di Pavia | primavera 1942                        | 1945 (?)                              |                                       |
|                                       | ML 660                                | Moncalvi di Pavia e O.M.S.A. di Pavia | primavera 1942                        | 1945 (?)                              |                                       |
|                                       | ML 661                                | Moncalvi di Pavia e O.M.S.A. di Pavia | primavera 1942                        | 1945 (?)                              |                                       |
|                                       | ML 662                                | Moncalvi di Pavia e O.M.S.A. di Pavia | primavera 1942                        | 1945 (?)                              |                                       |